# جوليس دوتشسن
جوليس دوتشسن هو كيميائي بلجيكي، ولد في ديسمبر 1911 في سيراين في بلجيكا، وتوفي في 1984 في لياج في بلجيكا.